# Winter Harbor (Maine)
Winter Harbor – jednostka osadnicza w Stanach Zjednoczonych, w stanie Maine, w hrabstwie Hancock.